# Științe sociale
Științele sociale reprezintă acele științe sau discipline academice care se ocupă cu studiul comportamentului uman, concentrându-se în special asupra aspectelor sociale și culturale ale acestuia.
Științele sociale sunt ramuri ale științei dedicate studiului societăților și relațiilor dintre membrii acestora. Termenul a fost folosit înainte vreme cu referire la domeniul sociologiei, în sec. 18.
De obicei, sunt considerate ca aparținând științelor sociale antropologia socială (sau culturală), sociologia, psihologia, știința politică, arheologia, economia și știința comunicării.